# 중난산 (의사)
중난산(중국어 간체자: 钟南山, 정체자: 鍾南山, 병음: Zhōng Nánshān, 1936년 10월 20일 ~ )은 중국의 호흡기과 의사, 의학자, 생물학자, 유행병학자이다. 1996년에 중국공정원 원사로 임명되었으며 2003년부터 중국에서 중증급성호흡기증후군(사스, SARS), H1N1, H5N6, H7N9, 중동호흡기증후군(메르스, MERS), 코로나바이러스감염증-19(코로나19, COVID-19)을 비롯한 호흡기 질환 전문가로 이름을 널리 알렸다.

## 생애
중난산은 1936년 10월 20일에 장쑤성 난징시에서 태어났다. 중난산의 아버지인 중스판(鍾世藩)은 베이징 셰허 의학원과 미국 뉴욕 주립 대학교를 졸업하고 광저우 중산 의학원에서 소아과 교수로 근무했다. 중난산의 어머니인 랴오웨친(廖月琴)는 베이징 셰허 의학원 간호학과를 졸업하고 광저우 화난종양병원(현재의 중산 대학 암센터)에서 부원장으로 근무했으나 문화 대혁명 시기에 자살했다.
중난산은 아버지가 구이양 중앙병원 원장을 역임하고 있던 1938년 9월부터 1946년 7월 사이에 가족들과 함께 구이저우성 구이양시에 거주했으며 1946년에는 가족들과 함께 광둥성 광저우시로 이주했다. 1949년에는 링난 대학 부속 소학(현재의 중산 대학 소학)에 입학했고 나중에 화난 사범 대학 부속 중학을 졸업했다. 1955년부터 1960년까지 베이징 의학원(현재의 베이징 대학 의학부)에 재학했고 1960년부터 1971년까지 방사선 생화학 전문학교에 재학했다.
중난산은 1960년에 열린 베이징 운동회에 참가하여 남자 육상 10종 경기 종목에서 준우승을 차지했다. 베이징시 육상팀은 중난산을 정규 육상 선수로 영입하려고 했으나 중난산은 의사가 되기로 결심하고 베이징시 육상팀의 제안을 거절했다고 한다. 중난산은 1963년에 중국의 여자 농구 선수인 리사오펀(李少芬)과 결혼하여 1남 1녀를 두었다. 1964년부터 1966년까지 산둥성 루산시에서 일어난 사회주의 교육 운동에 가담했고 1966년에는 중국공산당에 입당했다. 1969년에는 허베이성 콴청 만족 자치현에서 일어난 하방운동에 참가했다.
중난산은 1979년부터 1년 6개월 동안에 걸쳐 영국 에든버러 대학교에서 데이비드 케이턴 플렌리(David Caton Flenley) 교수의 지도를 받았고 영국 런던에 위치한 세인트 바살러뮤 병원, 에든버러 대학교 의과대학에서 추가 교육을 받았다. 1981년에는 에든버러 대학교로부터 의학 박사 학위를 받았고 1984년에는 중국 정부로부터 국가급 돌출 공헌 전문가 칭호를 받았다. 1985년 이후에는 중국 정부로부터 중앙영도보건의사로 임명되었으며 세계보건기구 의료 고문, 국제흉부학회 특별 회원·아시아 태평양 지부 이사로 근무했다.
중난산은 1992년부터 2002년까지 광저우 의학원(현재의 광저우 의과대학) 학장으로 근무했으며 1993년부터 2008년까지 제8·9·10대 중국인민정치협상회의 전국위원회 의원을 역임했다. 1996년에는 중국공정원 원사로 임명되었고 1997년부터 2002년까지 제15대 중국공산당 전국대표대회 대표를 역임했다. 2005년 4월부터 2010년 4월까지 중화의학회 제23대 회장을 역임했다.
중난산은 2002년부터 2003년 사이에 중국에서 일어난 사스 유행 시기에 광둥성 광저우시 호흡기질병연구소의 소장을 역임하면서 중증급성호흡기증후군(SARS, 사스) 환자들에 대한 효과적인 치료법을 찾아내면서 사망률과 입원 기간을 효과적으로 단축시켰다. 또한 중증급성호흡기증후군의 위험성을 낮게 평가한 중화인민공화국 위생부, 클라미디아균류가 원인 불명 폐렴의 원인이라는 중국질병예방통제센터의 입장에 이의를 제기하기도 했다. 2008년부터 2018년까지 제11·12대 전국인민대표대회 대표를 역임했다.
중난산은 2020년 1월에 중화인민공화국 국가위생건강위원회 산하 수석 전문가 그룹의 리더로 임명되어 후베이성 우한시에서 일어난 코로나19 범유행을 조사하고 연구했다. 또한 중국중앙텔레비전(CCTV)의 방송 프로그램에 출연하여 코로나바이러스감염증-19(코로나19)에 대한 위험성을 경고했다. 2020년 9월 8일에는 코로나19 퇴치에 앞장선 공로를 인정받아 중국 정부로부터 공화국 훈장을 받았다.

## 업적
```
그는 당시 광저우의대 제일부속병원 호흡기질병연구소 소장으로서 '사스 임상 표준'과 '사스 치료 방안'을 마련했다. 1000여 명에 가까운 사스 환자를 치료해 사스 퇴치의 1등 공신이자 중국 의료계의 영웅으로 떠올랐다.
```

중난산은 사스 이후로도 호흡기 관련 질환 연구에 주력해왔다. 2006년 확산된 조류 인플루엔자, 2013년 신종 조류 인플루엔자, 2015년 메르스 통제에서도 대응팀장을 맡았다. 2013년 1월 사상 1000㎍/㎥이 넘는 최악의 미세먼지가 베이징을 덮친 이후엔 스모그에 대한 연구를 발표하면서 "폐암 발병률의 증가와 스모그는 매우 밀접한 관계가 있고, 스모그는 사스보다 더 무서운 현상"이라며 스모그의 위험성을 경고하기도 했다.
현재 중국에서 발생해 전 세계로 확산하고 있는 코로나19에도 중난산은 사스 때와 같은 역할을 하고 있다. 중국 국가위생건강위원회 고위급 전문가팀장으로 코로나19에 대한 진단, 임상 치료, 약물 선별, 백신 연구 등을 진두지휘하고 있다. 20일 발표된 '공기 전파를 통한 전염 가능성', '코로나19 완치자의 혈장을 이용한 치료 효과' 역시 그의 연구팀이 내놓은 결과다.

## 칭호 및 훈장
- 1989년 미국흉부학회 연구원
- 1993년 유럽호흡기학회 회원
- 1996년 중국공정원 원사
- 2005년 아일랜드 왕립의과대학 연구원
- 2011년 아일랜드 왕립의과대학 연구원
- 런던 왕립의과대학 연구원
- 2020년 중국 공화국 훈장

## 같이 보기
- 카를로 우르바니

1. ↑  1936년 당시에 난징시는 장쑤성의 일부가 아니라 독립된 원할시(院轄市, 현대의 직할시에 해당)였다.